# Patricio Urrutia
Patricio Javier Urrutia Espinoza, pseudonim Pato (ur. 15 października 1978 w Ventanas) – ekwadorski piłkarz występujący na pozycji napastnika.
Przez większość kariery grał w LDU Quito. Został wybrany do ekwadorskiej kadry piłkarskiej na rozgrywki Mistrzostw Świata w Niemczech w 2006 roku
Strzelił pięć bramek w barwach zespołu LDU Quito, pomagając mu dojść aż do ćwierćfinałów w rozgrywkach Copa Libertadores w 2006 roku. Występował także między innymi w Barcelonie.
Po zakończeniu kariery został politykiem. Z ramienia partii Alianza PAIS został wybrany na burmistrza swojego rodzinnego miasta Ventanas na kadencję 2014–2019.